# Comuna Pavlivka, Illinți
Pavlivka (în ucraineană Павлівка) este o comună în raionul Illinți, regiunea Vinnița, Ucraina, formată din satele Pavlivka (reședința) și Slobidka.

## Demografie
Componența lingvistică a satului Pavlivka
     Ucraineană (99,19%)
     Alte limbi (0,81%)
Conform recensământului din 2001, majoritatea populației satului Pavlivka era vorbitoare de ucraineană (99,19%), existând în minoritate și vorbitori de alte limbi.